# 122-mm-Haubitze M1909/37
Die 122-mm-Haubitze M1909/37 (russisch 122-мм гаубица обр. 1909/37 гг.) war eine sowjetische mittlere Feldhaubitze mit einem Kaliber von 121,92 mm, die während des Zweiten Weltkrieges verwendet wurde. Sie war eine Modernisierung der russischen 122-mm-Haubitze M1909, die während des Ersten Weltkrieges verwendet wurde.

## Sonstiges
Wie viele andere auch, wurde die M 1909/37 und die dazugehörige Munition während des deutschen Angriffs auf die Sowjetunion durch die Wehrmacht in großer Zahl erbeutet. Auf deutscher Seite wurde sie unter der Bezeichnung 12,2-cm-leichte  Feldhaubitze 386 (r) (r für russisch) in Dienst gestellt. Insbesondere am Atlantikwall, aber auch in Divisionen an der Ostfront und auf dem Balkan kam das Geschütz zum Einsatz.